# 공작왕 (영화)
《공작왕》(孔雀王子)는 1988년에 개봉한 오기노 마코토의 동명만화를 영화화한 것이다.

## KBS 성우진 (1999년 2월 13일)
- 김승준 - 공작(원표)
- 김일 - 길상(미카미 히로시)
- 김은아 - 아수라(글로리아 입)
- 문선희 - 오카다(야스다 나루미)
- 이강식 - 공작의 스승(고웅)
- 주호성 - 길상의 스승(오가타 켄)
- 임성표 - 부장(히다리 톤페이)
- 김수중 - 쿠비라(유가휘)
- 김순영 - 라가(왕소봉)
- 서광재 - 직원 / 기자
- 김희선 - 직원
- 김관진 - 직원